# Callistege diagonalis
Callistege diagonalis är en fjärilsart som beskrevs av Dyar 1898. Callistege diagonalis ingår i släktet Callistege och familjen nattflyn. Inga underarter finns listade i Catalogue of Life.